# Ormocarpopsis
Ormocarpopsis es un género de plantas con flores con siete especies perteneciente a la familia Fabaceae. Es originario de Madagascar.

## Especies
- Ormocarpopsis aspera
- Ormocarpopsis calcicola
- Ormocarpopsis itremoensis
- Ormocarpopsis mandrarensis
- Ormocarpopsis parvifolia
- Ormocarpopsis perrieriana
- Ormocarpopsis tulearensis